# Henrique Martelo Germano
Henrique Martelo Germano (em latim: Henricus Martellus Germanus), cujo nome alemão era Heinrich Hammer, foi um cartógrafo alemão do século XV que esteve ativo em Florença de cerca de 1459 a 1496. O estudioso Lorenz Boninger, estudando a comunidade alemã instalada em Florença no tempo de Henrique, argumentou que pode ser associado a Arrigo di Federico Martello, um empregado da família Martelli, mas tal teoria foi rejeitada por Luisa Rubini Messerli, pois praticamente nada se sabe sobre sua vida. Seja como for, notabilizou-se por suas obras: manuscritos da Geografia de Ptolomeu; manuscritos de sua Insularium Illustratum, um livro que descreve ilhas com mapas; e alguns mapa-múndi como aquele descrito numa miniatura da Bíblia dos Jerônimos, aquele impresso por Francesco Rosselli e o outro preservado na Universidade Yale.